# Hexachlamys sehnemiana
Hexachlamys sehnemiana là một loài thực vật có hoa trong Họ Đào kim nương. Loài này được (Mattos) Mattos mô tả khoa học đầu tiên năm 1983.